# ミック・エイブラハムズ
ミック・エイブラハムズ（Mick Abrahams、1943年4月7日 - ）は、イングランドのギタリスト。ロックバンド、ジェスロ・タルの初代ギタリストとして知られる。

## 概要
ベッドフォードシャーのルートンで生まれた。1965年にThe Toggery Fiveというバンドに加入し、後にジェスロ・タルのメンバーとなるクライヴ・バンカーと出会う。1967年にはバンカーと共にMcGregory's Engineに加入し、ここでイアン・アンダーソンやグレン・コーニックと出会ってジェスロ・タル結成に至った。ファースト・アルバム『日曜日の印象』（1968年）制作後、音楽の方向性の違いでジェスロ・タルを脱退。その後、よりブルース・ジャズ色を強めた自身のバンド、ブロードウィン・ピッグを結成する。1971年、ブルースおよびブルースロック色の強い初のソロ・アルバム『Mick Abrahams』を発表。1988年にはブロードウィン・ピッグを再結成している。

## ディスコグラフィ

### ソロ・アルバム
- Mick Abrahams (1971年) ※ミック・エイブラハムズ・バンド名義
- At Last (1972年) ※ミック・エイブラハムズ・バンド名義
- Have Fun Learning The Guitar with Mick Abrahams (1975年)
- All Said And Done (1991年)
- Mick's Back (1996年)
- One (1996年)
- Live in Madrid (1997年) ※ミック・エイブラハムズ・バンド名義
- Novox (2000年) ※インストゥルメンタル
- The Very Best of ABY (2000年) ※コンピレーション
- Music to the Play 'A Midsummer Night's Dream' (2001年)
- The Best of ABY Vol.2 (2002年)
- How Many Times (2002年) ※With Sharon Watson
- Can't Stop Now (2003年)
- Back with the Blues Again (2005年)
- Leaving Home Blues (2005年)
- 65... The Music (2008年)
- Amongst Vikings (2008年) ※ミック・エイブラハムズ・バンド名義
- Hoochie Coochie Man (2013年) ※発掘スタジオ・アルバム
- Revived! (2015年)

### ジェスロ・タル
- 『日曜日の印象』 - This Was (1968年)

### ブロードウィン・ピッグ
- Ahead Rings Out (1969年)
- Getting To This (1970年)
- Lies (1994年)
- Pig-in-the-Middle (1996年)

### This Was Band
- This Is (Live) (2001年)

### コラボレーション
- Various Artists: El Pea (1971年) ※オムニバス・アルバム。「Greyhound Bus」で参加
- Itullians: Beggar's Farm (2007年) ※イタリアのジェスロ・タル・トリビュート・バンド。元PFMで元アクア・フラジーレのベルナルド・ランゼッティ、元ジェスロ・タルのジョナサン・ノイス（ベース）とクライヴ・バンカー（ドラム）参加